# World Wide Rebel Songs
World Wide Rebel Songs är det tredje albumet av The Nightwatchman, Tom Morellos soloprojekt, nu under namnet Tom Morello: The Nightwatchman. Det gavs ut 2011.

## Låtlista
1. "Black Spartacus Heart Attack Machine" - 3:32
2. "The Dogs of Tijuana" - 3:28
3. "It Begins Tonight" - 3:02
4. "Save The Hammer For The Man" - 5:17 (med Ben Harper)
5. "The Fifth Horseman Of The Apocalypse" - 4:36
6. "Speak And Make Lightning" - 3:57
7. "Facing Mount Kenya" - 4:04
8. "The Whirlwind" - 4:00
9. "Stray Bullets" - 4:04
10. "Branding Iron" - 3:51
11. "World Wide Rebel Songs" - 3:03
12. "God Help Us All" - 3:59
13. "Union Town" - 3:09